# Панелефсиниакос
«Панелефсиниакос» (греч. Πανελευσινιακός Α.Ο.) — футбольный клуб, из города Элевсин, Греция.

## История
«Панелефсиниакос» был образован в 1931 году после слияния двух команд. Клуб играл в Альфа Этники, высшем эшелоне греческого футбола, трижды (в сезонах 1961/62, 1967/68 и 1998/99), но вылетал по итогам каждого турнира. Клуб также играл во втором эшелоне Бета Этники в течение 25 сезонов.
После серии вылетов клуб играл в региональном чемпионате Западной Аттики. В 2013 году попал в Гамма Этники (третий дивизион) и спустя два года стал победителем своей группы, получив путёвку в Греческую футбольную лигу (бывшая Бета Этники).